# 大沼枕山

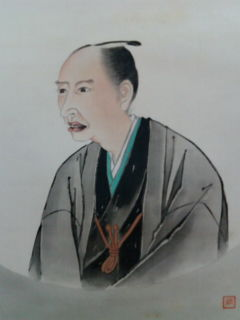
肖像画。明治半ばすぎの最晩年まで髷（まげ）を結った。（大沼千早蔵）

大沼枕山（おおぬま ちんざん、文化15年3月19日（1818年4月24日） - 明治24年（1891年）10月1日）は、江戸時代後期から明治前期の漢詩人。名は厚、字は子寿、通称は捨吉、号は水竹居、臺領、枕山。野にあって詩人として生き、最期まで髷姿を通した。
墓は東京都台東区谷中の瑞輪寺にある。縁者にあたる永井荷風は『下谷叢話』で枕山の人となりを愛惜こめて伝えている。

## 経歴
以下1872年（明治5年）までは旧暦で示す。
文化15年（1818年）3月19日生まれ、父の大沼次右衛門は幕府の小吏であったが、竹渓と号し詩をよくした。その拝領屋敷は下谷御徒町にあった。66歳で父が文政10年（1827年）12月24日に没すると、大沼家は父の弟・次郎右衛門（号は杉井）が継ぎ、数えの10歳で厚（枕山）は尾張国丹羽郡丹羽村の父方の叔父・鷲津松隠（次右衛門の弟）に預けられる。叔父が亡くなると益斎が家を継いだ。厚が家塾の有隣舎で共に学んだのは明治の詩壇で活躍した森春濤のほか、益斎の息子の毅堂は、のちの永井荷風の母方の祖父にあたる。天保6年（1835年）には江戸に帰り、父・竹渓を知る菊池五山の門を叩くと漢詩人として歩み始める。当時、神田お玉ヶ池に「玉池吟社」を開いていた梁川星巌と交遊し、その門人の横山（のち小野）湖山、鱸松塘とも親交を深める。
房州を旅した天保8年（1837年）の詩をまじえ、翌天保9年（1838年）に初めての詩集『房山集』を刊行。序文は菊池五山、塩田随斎、題詞は宮沢雲山、梁川星巌に乞う。『枕山詠物詩』を刊行した天保11年（1840年）の年の暮れ、芝増上寺学頭寮の梅癡上人のもとに寄寓すると天保15年（1844年）12月まで滞在し、下谷御徒町に家を借りて移る。やがて弘化4年（1847年）に妻を娶（めと）ると、2年ほどして『枕山絶句鈔（枕山詩鈔七絶）』を刊行した年の初冬に下谷御徒町の三枚橋南畔に家を建てて「考詩閣」と名づけ、詩社の下谷吟社を開く。

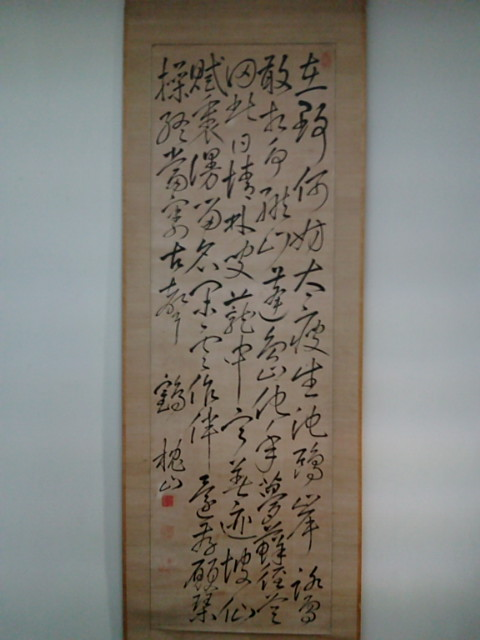
大沼枕山の書

結城の藩校へ経書の出講義に招かれるのは嘉永4年（1851年）ころで、同人集は『初編』2巻、『二編』2巻を編むまでになった。その『三編』2巻を出した安政2年（1855年）秋に安政の江戸大地震が勃発、いち早く震災の惨状を長詩「地震行」として世に問い、民の救済を訴えている。翌年9月晦日に妻を病で亡くし、三田台裏町薬王寺の大沼家墓所に葬る。戒名は積心院一乗妙道大姉。
信州を遊歴した安政4年（1857年）には叔父・杉井のなかだちで後妻に梅を迎える。蔵前の札差・太田嘉兵衛の娘で天保4年（1833年）6月6日の生まれであった。
万延元年（1860年）2月に長男・錀太郎が生まれるが半年を経ず6月2日に夭折、長女・嘉年（かね）を文久元年（1861年）12月22日に授かる。二男の新吉は元治元年（1864年）6月2日の生まれである。かねてから宮侍・太田一に再縁していた生母とは文久2年（1862年）8月30日に死別、亡骸は太田家の墓所（日暮里・禅宗青雲寺）に埋葬された。戒名は月桂院蘭室智秀大姉である。亡父の詩は『大沼枕山編 竹渓先生遺稿』として文久4年（1864年）に編んでいる。
時代は明治に移り、『東京詞』三十詩を賦し、同じ明治2年（1869年）に折り本『東京楽事』が時事を諷したとされ、弾正台の糾問を受けたと伝わっている。古河藩の藩校に招かれると経学詩文の出講義に向かうのは明治3年（1870年）であった。その後も『下谷吟社詩 三巻』を出すなど詩に親しみ、明治10年台になると詩友や姻戚を次々におくることになる。加賀出身の画師であった義妹・小池旭は旅先の三河吉田（豊橋市）の宿で亡くなり、成島柳北が48歳で明治17年（1884年）に没すると、枕山と芳樹（嘉年）、湖雲（新吉）が柳北発刊『花月新誌』に死を悼む文を寄せている。門弟の植村蘆洲を明治18年（1885年）に送ると、自らの手で墓碑銘「山東野老埋骨之處」をしたためている。
明治18年10月24日には娘の嘉年（かね）に外孫が生まれ、女児に「ひさ」と名づける。義息の西川善次郎は枕山の門弟で号を鶴林（かくりん）といい、旧明石藩士の西川久吉の二男で文久3年（1863年）8月19日の生まれであった。ひさの妹・甲が4月13日に生まれた明治23年（1890年）の春、仲御徒町に鉄道が敷かれることになり池之端（下谷花園町15番地）へ転居し、10月には義息の鶴林を養子にとり、大沼家の家督を譲っている。翌明治24年（1891年）、枕山は病没し菩提寺の谷中瑞輪寺に埋葬された。命日は10月1日、戒名は昇仙院枕山日遊居士をいただいた。3回忌には杉浦梅潭に序文を乞い、嘉年の名前で『枕山先生遺稿（大沼嘉禰編）』を追善した。

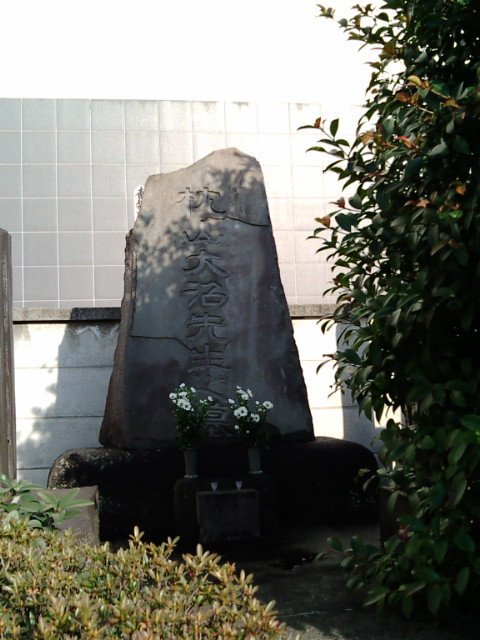
谷中の瑞輪寺に建つ枕山の墓

## 著書・編著
- 『房山集』 1冊 天保9年（1838年）
- 『枕山詠物詩』 1冊 天保11年（1840年）
- 『枕山詩鈔七絶』 1冊 嘉永2年（1849年）
- 大沼枕山・編 『同人集 初編』 2冊 嘉永3年（1850年）
- 大沼枕山・編 『同人集 二編』 2冊 嘉永4年（1851年）
- 『詠雪詩』 1冊 嘉永6年（1853年）刊
- 服部孝・編、大沼厚・批判 『同人集 三編』 2冊 安政2年（1855年）
- 『枕山詩鈔 初編』 3冊 安政6年（1859年）天保6年から嘉永2年までの作品集。
- 『枕山詩鈔 二編』 3冊 文久元年（1861年）嘉永4年から安政5年までの作品集。
- 『枕山詩鈔 三編』 3冊 慶応3年（1867年）
- 大沼枕山・編 『竹渓先生遺稿』 1冊 文久4年（1864年）
- 『観月小稿』 1冊 慶応元年（1865年）
- 大沼枕山・編 「東京楽事（東京詞）」1帖 明治2年（1869年）
- 『下谷吟社詩』 3冊 明治8年（1869年）
- 『江戸名勝詩』 1冊 明治11年（1875年）
- 沖冠嶺・編輯『江戸夢華詩』 同年、出板人は中嶋清兵衛。植村蘆洲『節物詩」と『江戸名勝詩」の合本。
  - 明治18年 (1885年) に『江戸繁昌詩』に改題、10月17日御届。出板人は江島伊兵衛。
- 『歴代詠史百律』 1冊 明治18年（1885年）
- 大沼嘉年・編 『枕山先生遺稿』 1冊 明治26年（1893年）
- 『枕山大沼翁雑詩』 1冊 刊年不明
- 『枕山随筆』 5冊（自筆詩稿）

## 関連資料
脚注または本文ににないもの。発行年順。
- 信夫恕軒「恕軒遺稿」『大沼枕山傳』
- 河合次郎「枕山先生逸事」『中正日報』明治24年（1891年）10月11日～11月20日掲載。
- 宮本小一『瑞輪吟集』瑞輪寺蔵 私家版、大正3年（1914年）
- 玉林晴朗「大沼枕山と春性院守道」『伝記』第5巻第7号、昭和13年（1938年）[3]
- 今関天彭「大沼枕山」『書苑』第3巻第11号、昭和14年（1939年）。のち『江戸詩人評伝集2』平凡社東洋文庫（揖斐高編、2015年）に収録。
- 森銑三「大沼枕山のこと」『伝記』第7巻第10号、昭和15年（1940年）、のち『全集』中央公論社[3]に収録。
- 今田哲夫「大沼枕山と股野達軒」『文学』第34巻第3号、岩波書店、昭和41年（1966年）
- 前田愛『幕末・維新期の文学』法政大学出版局 、昭和47年（1972年）。のち『著作集』筑摩書房
- 富士川英郎『江戸後期の詩人たち』筑摩叢書、昭和48年（1973年）。のち平凡社東洋文庫（2012年)
- ドナルド・キーン『日本文学散歩』篠田一士訳、朝日選書、昭和50年（1975年）。のち『著作集』新潮社
- 福生市郷土資料室（編）『漢詩人・大沼枕山―俳人友昇をめぐる人々―』、昭和60年（1985年）
- 福生市郷土資料室（編）『大沼枕山来簡集』、昭和63年（1988年）
- 日野龍夫（編）『成島柳北・大沼枕山　江戸詩人選集 第十巻』岩波書店、平成2年（1990年）
- 尾形仂（監修）『漢詩人たちの手紙―大沼枕山と嵩古香―』ゆまに書房、平成6年（1994年）
- 色川大吉『明治の文化』岩波現代文庫、平成19年（2007年）
- 齋藤希史『漢文学と近代日本』 日本放送出版協会〈NHKブックス〉、平成19年（2007年）
- 内田賢治『大沼枕山逸事集成』太平書屋〈太平文庫76〉、平成26年（2014年）